# Летище „Будапеща Ференц Лист“
Летище „Будапеща Ференц Лист“ (на унгарски: Budapest Liszt Ferenc Nemzetközi Repülőtér) е летище, обслужващо унгарската столица Будапеща и цялата страна. То се намира на 16 километра на югоизток от града и има три терминала за обработка на пътниците. Средно на час се извършват около 22 – 24 излитания и кацания по национални, международни и междуконтинентални направления. То е най-голямото от 4-те летища в Унгария и е именувано на унгарския композитор Ференц Лист по случай 200 години от неговото рождение. Летището свързва страната с други от Европа, Африка, Близкия Изток, Далечния изток. От юни 2015 година са възстановени отвъдокеанските полети до Канада. Летището е било хъб за националния превозвач Малев, но след закриването на компанията летището става база за нискотарифните Ryanair и WizzAir.

## Достъп до летището и инфраструктура

### Достъп до летището
До и от летището няма бърза влакова връзка. Най-евтината и предпочитана възможност за стигане до него е с автобус (Raptor Bus) от крайната спирка на Метролиния 3 (Kőbánya-Kispest). Съществува и възможността за придвижване с маршрутно такси (цена в едната посока: 2100 HUF, или 14 BGN).

### Инфраструктура

#### Терминали
Ферихед разполага с 3 терминала: 1, 2A, 2B.

##### Терминал 1
Терминал 1, който е още от времето на Комунизма, беше напълно подновен през 2005 година и от септември същата година служи за обработка на т.нар. „нискотарифни превозвачи“ (напр. WizzAir, Germanwings, easyJet, Norwegian Air Shuttle). Терминалът е затворен окончателно на 30 май 2012 година.

##### Терминал 2A
Построен през 1985, терминалът се използвал само от националния превозвач Малев. Сега терминалът обслужва всички шенгенски полети от всички авиокомпании.
| Авиокомпания                  | Град – Летище                                                                                                |
| ----------------------------- | --- |
| Егейски авиолинии             | Атина |
| Air France                    | Париж Шарл дьо Гол                                                                                           |
| Alitalita                     | Рим Фиумичино                                                                                                |
| Austrian Airlines             | Виена |
| Brussels Airlines             | Брюксел Завентем                                                                                             |
| Czech Airlines                | Прага |
| KLM                           | Амстердам |
| Korean Air                    | Сеул Инчон                                                                                                   |
| LOT                           | Белград, Брюксел Завентем, Букурещ, Варшава, Краков, Лондон Сити, Ню Йорк, Прага, Сеул Инчон, София, Щутгарт |
| Lufthansa                     | Мюнхен, Франкфурт                                                                                            |
| Swiss International Air Lines | Цюрих |
| TAROM                         | Букурещ |
| Transavia France              | Нант, Париж Орли                                                                                             |
| Turkish Airlines              | Истанбул |

##### Терминал 2В
Тук се обработват останалите авиокомпании. В този терминал има и тераса за посрещачи.
| Авиокомпания          | Град – Летище |
| --------------------- | --- |
| Aer Lingus            | Дъблин |
| Aeroflot              | Москва Шереметиево |
| Air China             | Пекин |
| British Airways       | Лондон Хийтроу |
| easyJet               | Амстердам, Берлин Тегел, Лион, Лондон Гетуик, Манчестър, Париж „Шарл дьо Гол“ |
| easyJet Switzerland   | Базел/Мюлхаус, Женева |
| Emirates              | Дубай |
| Eurowings             | Дюселдорф, Кьолн/Бон, Хамбург, Щутгарт |
| Jet2.com              | Бирмингам, Лийдс/Брадфорд, Манчестър |
| Norwegian Air Shuttle | Осло, Стокхолм Арланда |
| Qatar Airways         | Доха |
| Ryanair               | Аман, Атина, Бари, Барселона Ел Прат, Берлин Шьонефелд, Билун, Бордо, Бристъл, Брюксел Шарлероа, Валенсия, Гьотеборг, Дълбин, Единбург, Ийст Мийдландс, Каляри, Катания, Копенхаген, Корк, Лапенранта, Лвъв, Лисабон, Лондон Станстед, Люксембург, Мадрид, Малага, Малта, Манчестър, Марсилия, Милано Бергамо, Наполи, Одеса, Палермо, Париж Бове, Пафос, Пиза, Познан, Порто, Прага, Рим Чампино, Севиля, Солун, Тел Авив, Тревизо, Тулуза, Харков |
| Wizz air              | Айндховен, Аликанте, Атина, Базел/Мюлхаус, Баку, Бари, Барселона Ел Прат, Берлин Шьонефелд, Бирмингам, Болоня, Бордо, Брюксел Завентем, Брюксел Шарлероа, Валенсия Кастелон, Варшава Шопен, Глазгоу, Гьотеборг, Донкастър, Дортмунд, Дубай Ал Мактум, Единбург, Казан, Катания, Киев Жуляни, Кутаиси, Ларнака, Лвъв, Ливърпул, Лисабон, Лондон Гетуик, Лондон Лутън, Мадрид, Малага, Малмьо, Малта, Милано Малпенса, Москва Внуково, Неапол, Ница, Астана, Одеса, Осло, Париж Орли, Подгорица, Порто, Прищина, Рейкявик, Рим Фиумичино, Санкт Петербург, Сантандер, Сараево, Солун, София, Стокхолм, Търгу Муреш, Тел Авив, Тенерифе-юг, Тирана, Хановер, Харков |

## Статистики
| 2004        | 6 456 983  |         |
| 2005        | 8 031 028  | 024,38% |
| 2006        | 8 266 677  | 02,93%  |
| 2007        | 8 597 137  | 04,00%  |
| 2008        | 8 443 053  | 0-1,79% |
| 2009        | 8 095 367  | 0-4,12% |
| 2010        | 8 190 089  | 01,17%  |
| 2011        | 8 920 653  | 08,92%  |
| 2012        | 8 504 020  | 0-4,67% |
| 2013        | 8 520 880  | 00,20%  |
| 2014        | 9 155 961  | 07,45%  |
| 2015        | 10 298 963 | 012,48% |
| 2016        |            |         |
| Source: KSH |            |         |

### Предпочитани дестинации
| №  | Летище               | Брой превозени пътници |
| -- | -------------------- | ---------------------- |
| 1  | Лондон „Лутън“       | 472 830                |
| 2  | Париж „Шарл дьо Гол“ | 423 005                |
| 3  | Франкфурт            | 421 144                |
| 4  | Лондон „Станстед“    | 368 605                |
| 5  | Амстердам            | 329 131                |
| 6  | Мюнхен               | 323 262                |
| 7  | Брюксел „Шарлероа“   | 308 233                |
| 8  | Лондон „Хийтроу“     | 291 955                |
| 9  | Тел Авив             | 272 474                |
| 10 | Рим „Фиумичино“      | 239 016                |